# Cmentarz Bródnowski

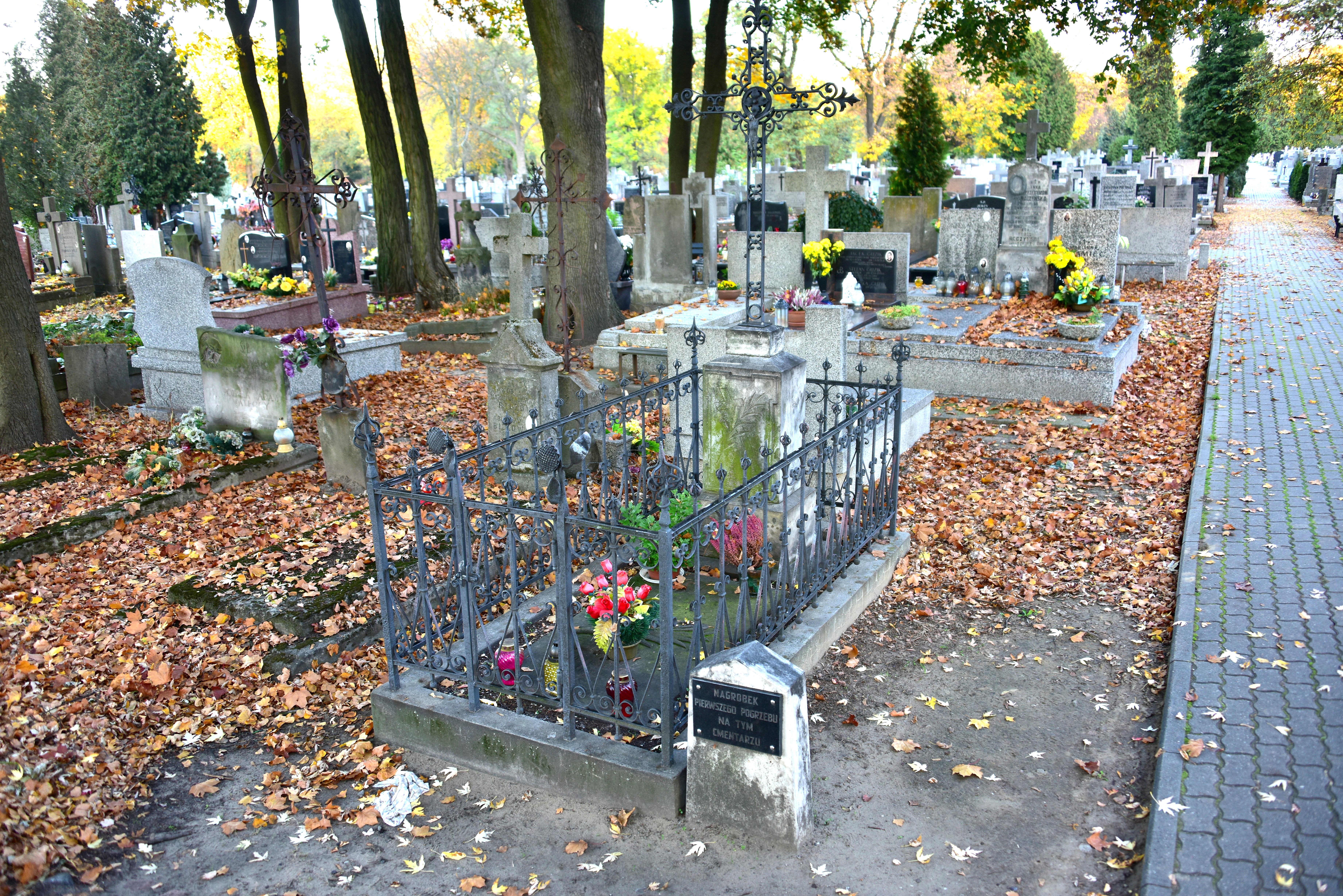
Miejsce pierwszego pochówku na cmentarzu (1884) – nagrobek Marii Skibniewskiej

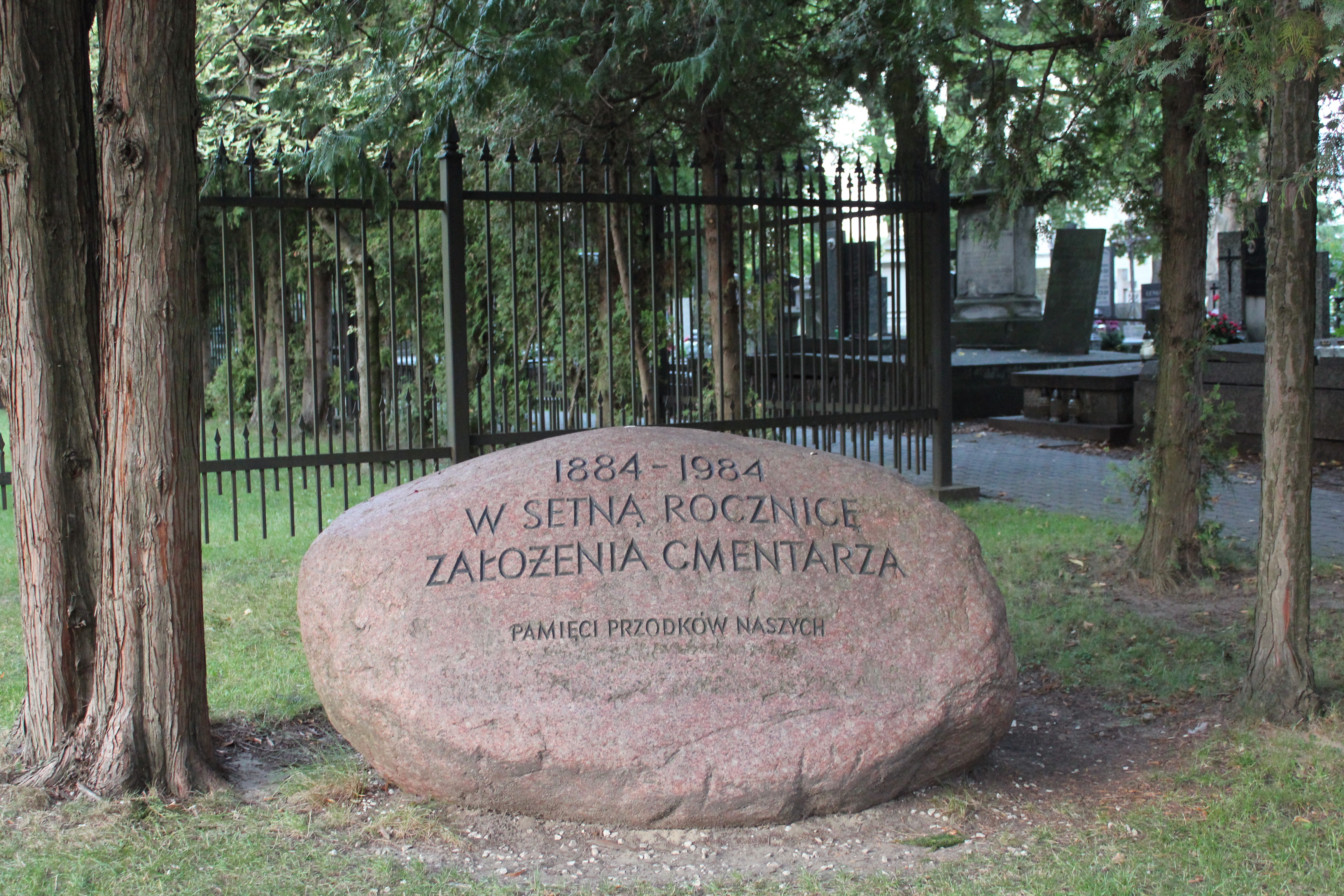
Granitowy głaz narzutowy, upamiętniający 100. rocznicę założenia cmentarza

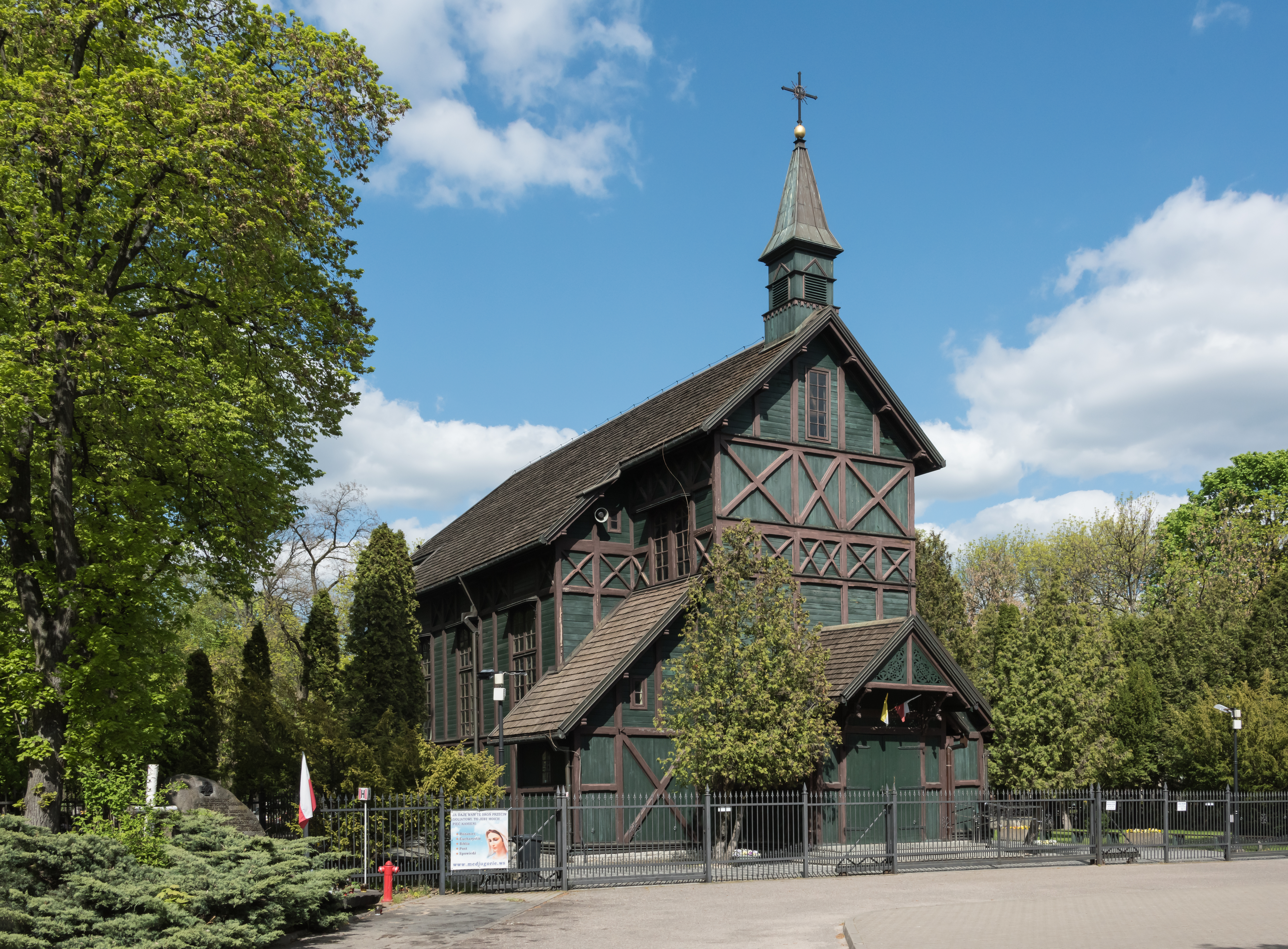
Kościół św. Wincentego á Paulo

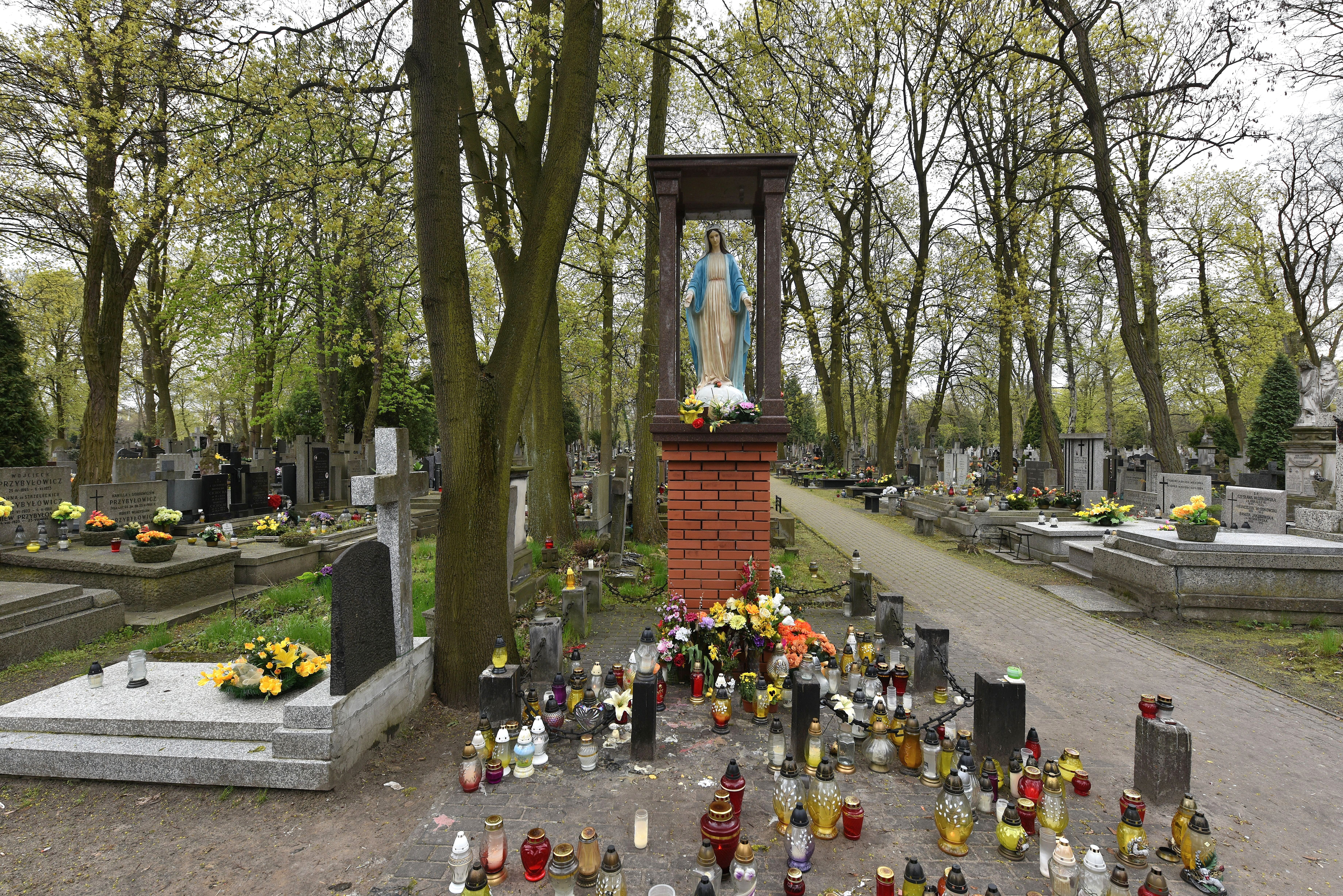
Figura Matki Boskiej w Alei Głównej

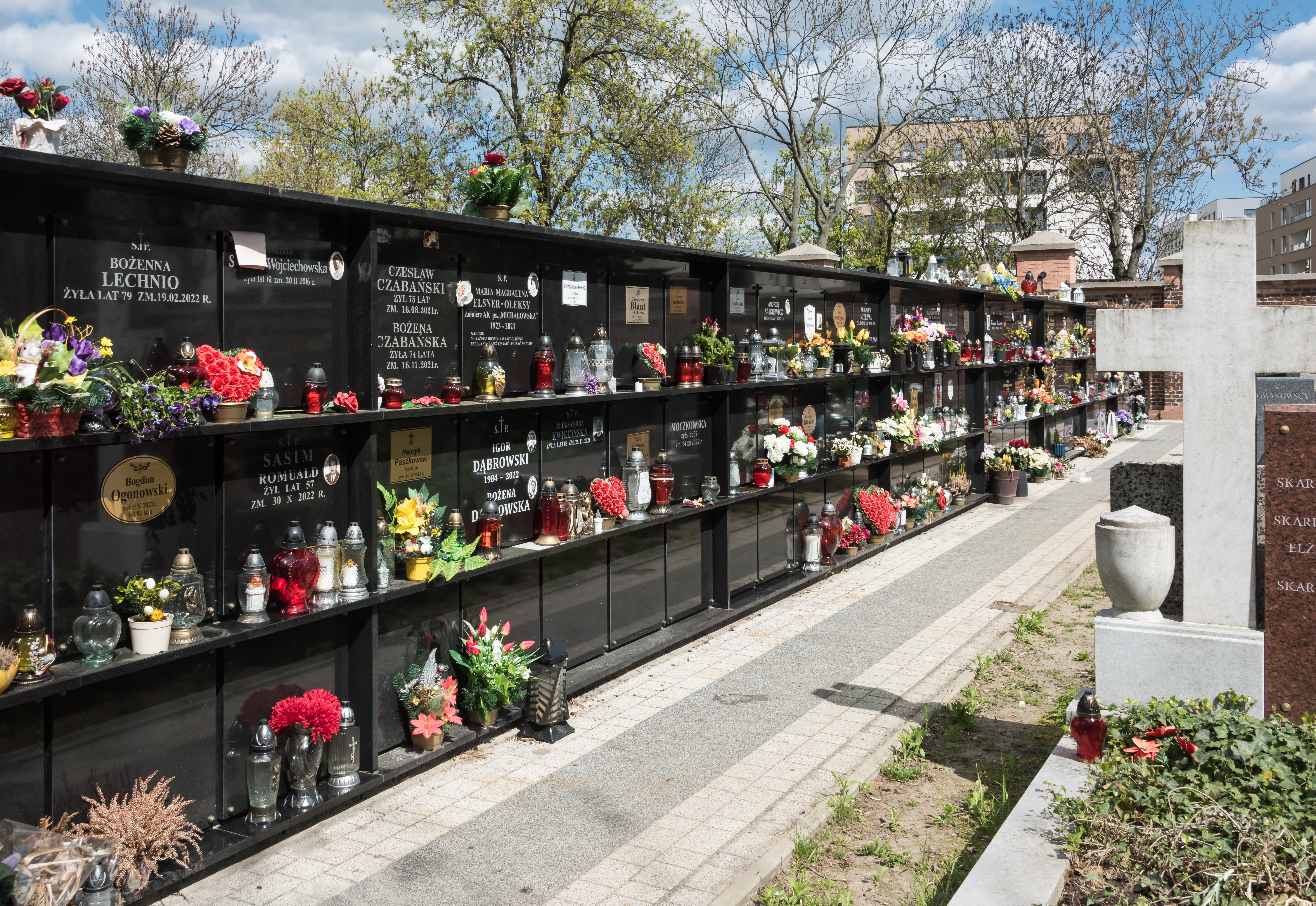
Kolumbarium

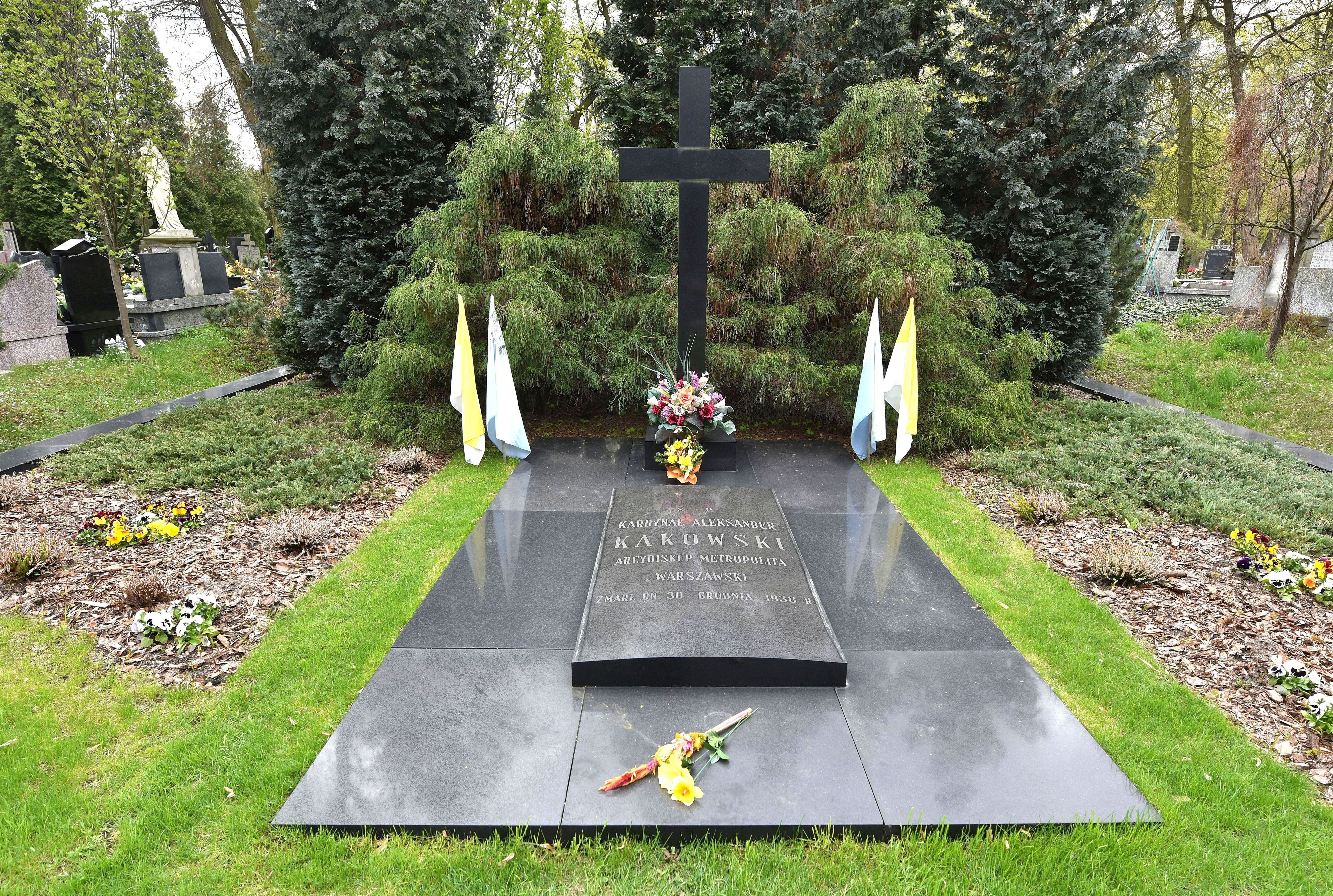
Grób kardynała Aleksandra Kakowskiego

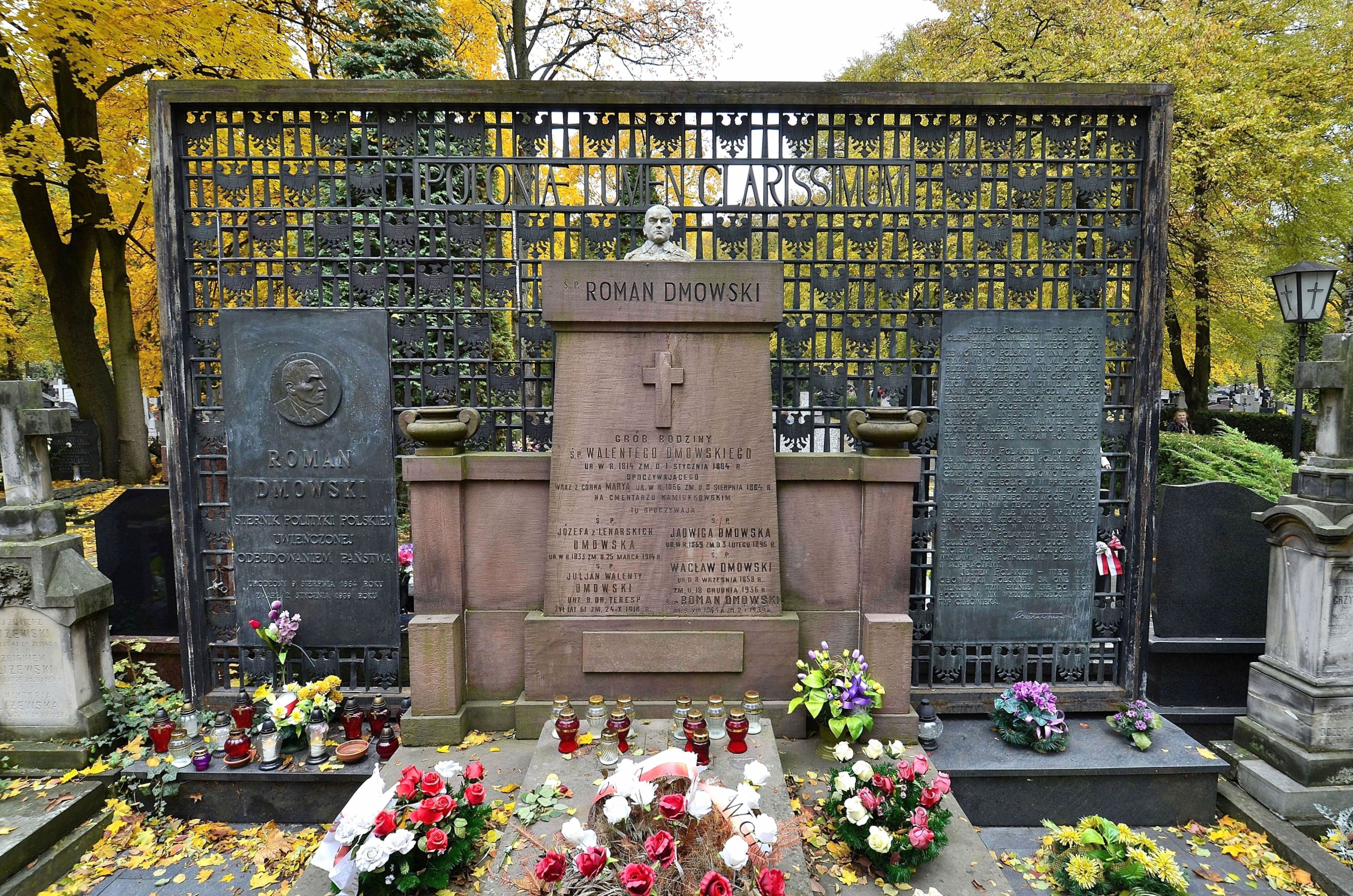
Grób Romana Dmowskiego

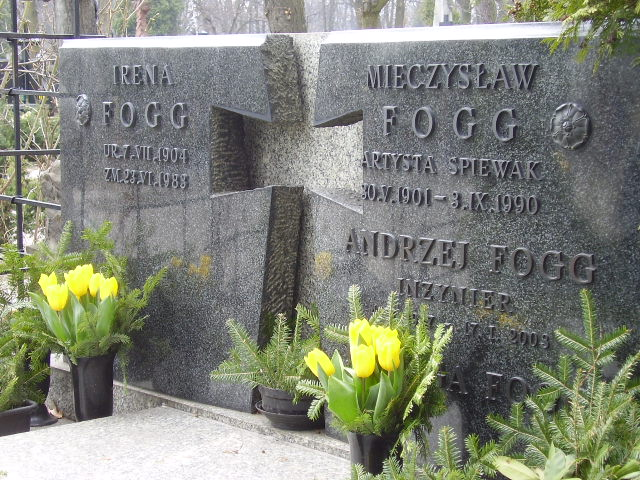
Grób rodzinny Mieczysława Fogga

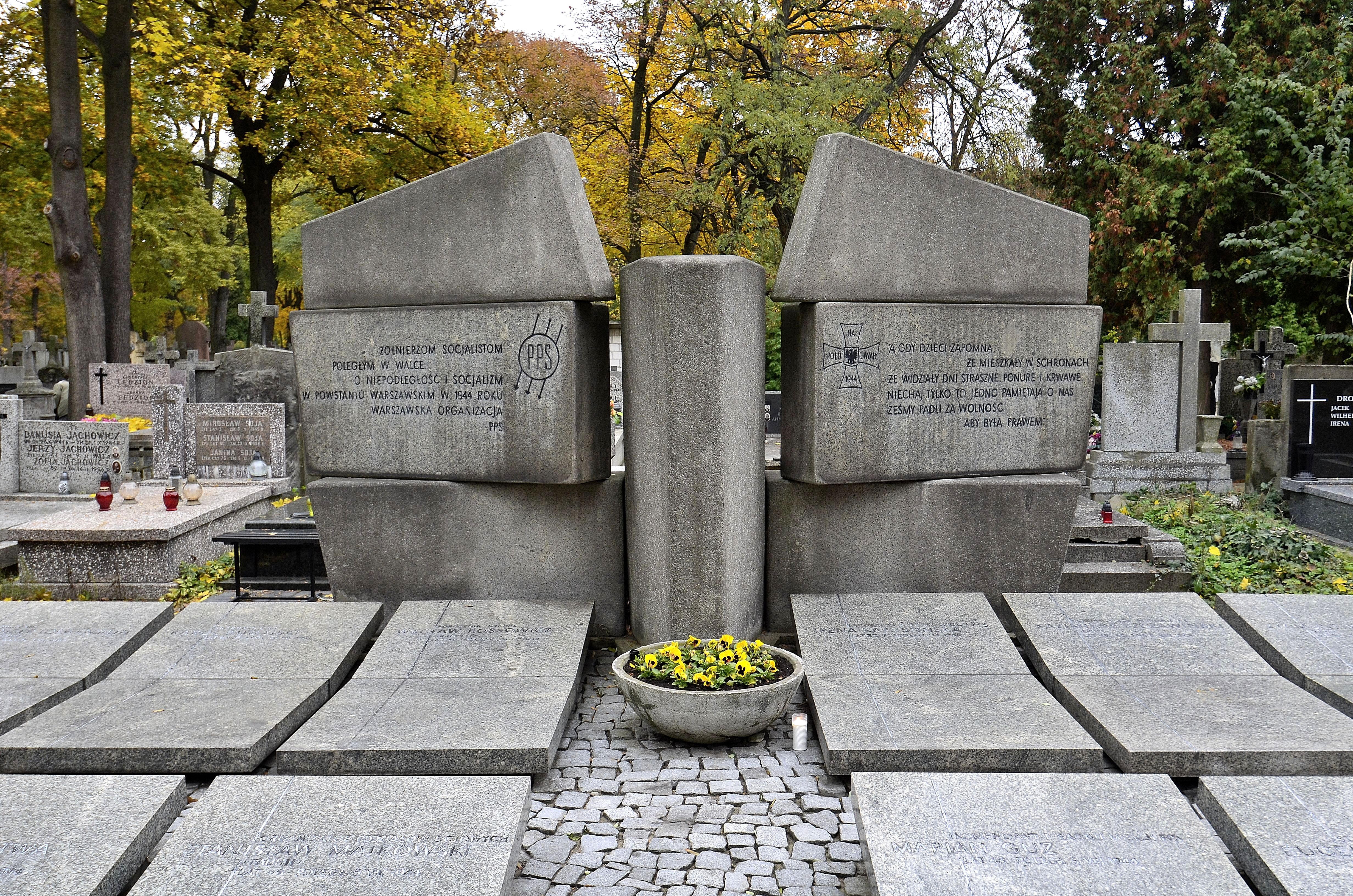
Pomnik żołnierzy PPS poległych w walce o „niepodległość i socjalizm” w powstaniu warszawskim

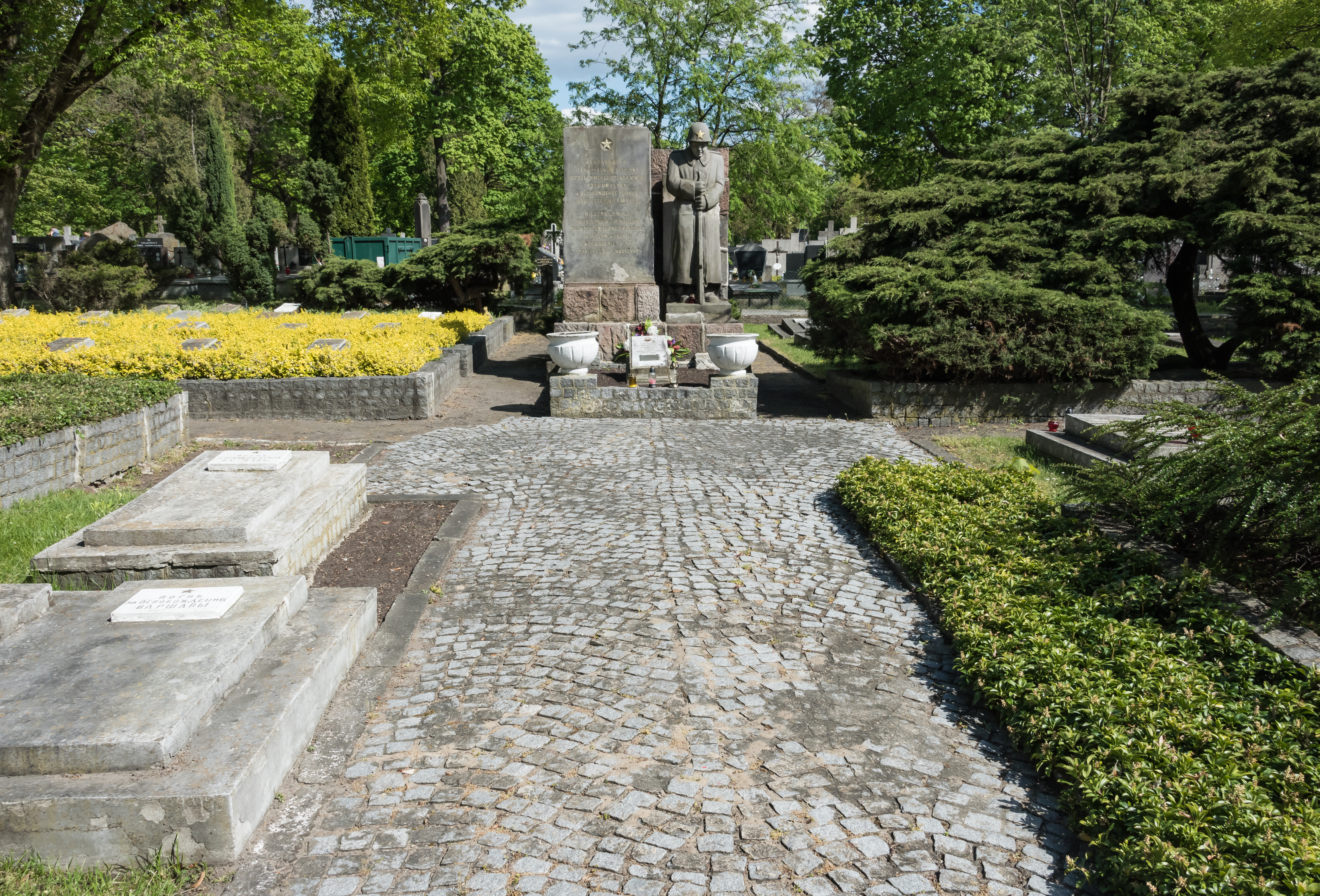
Kwatera żołnierzy Armii Czerwonej

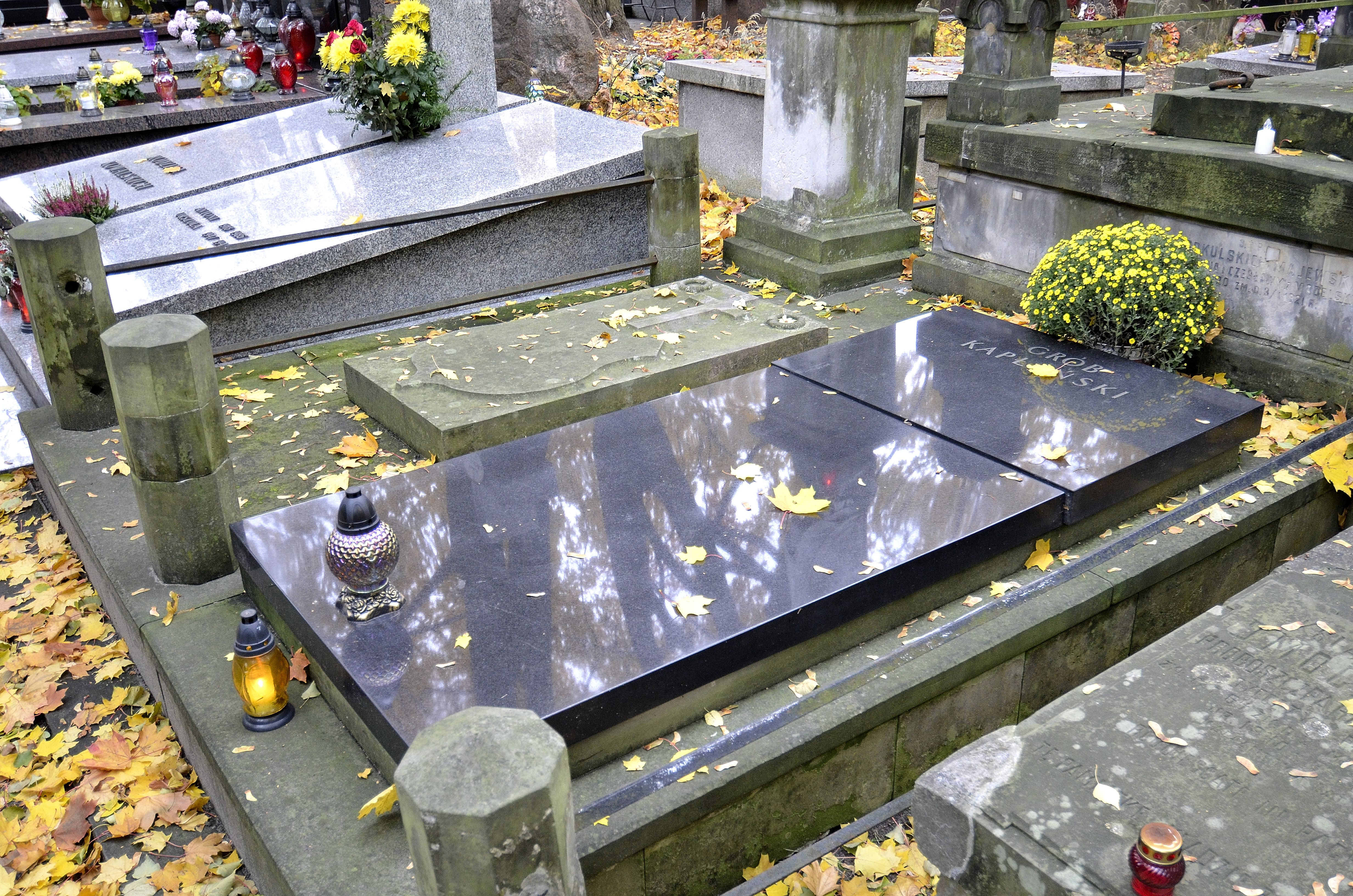
Grób kapłański, w którym pochowano szczątki 13 biskupów z Faras

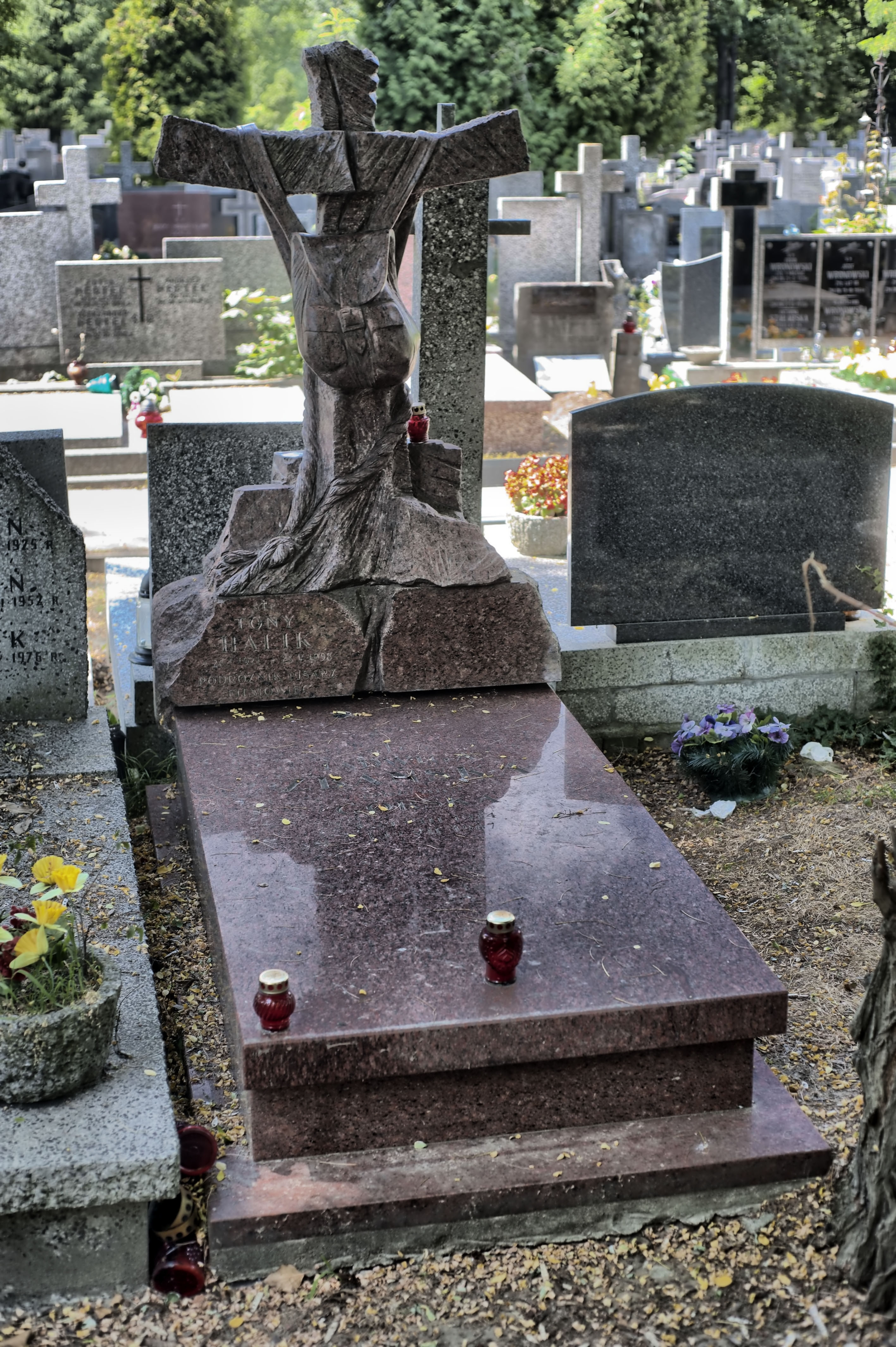
Grób Tony’ego Halika. Autorem pomnika w formie krzyża z zawieszonym plecakiem jest Gustaw Zemła

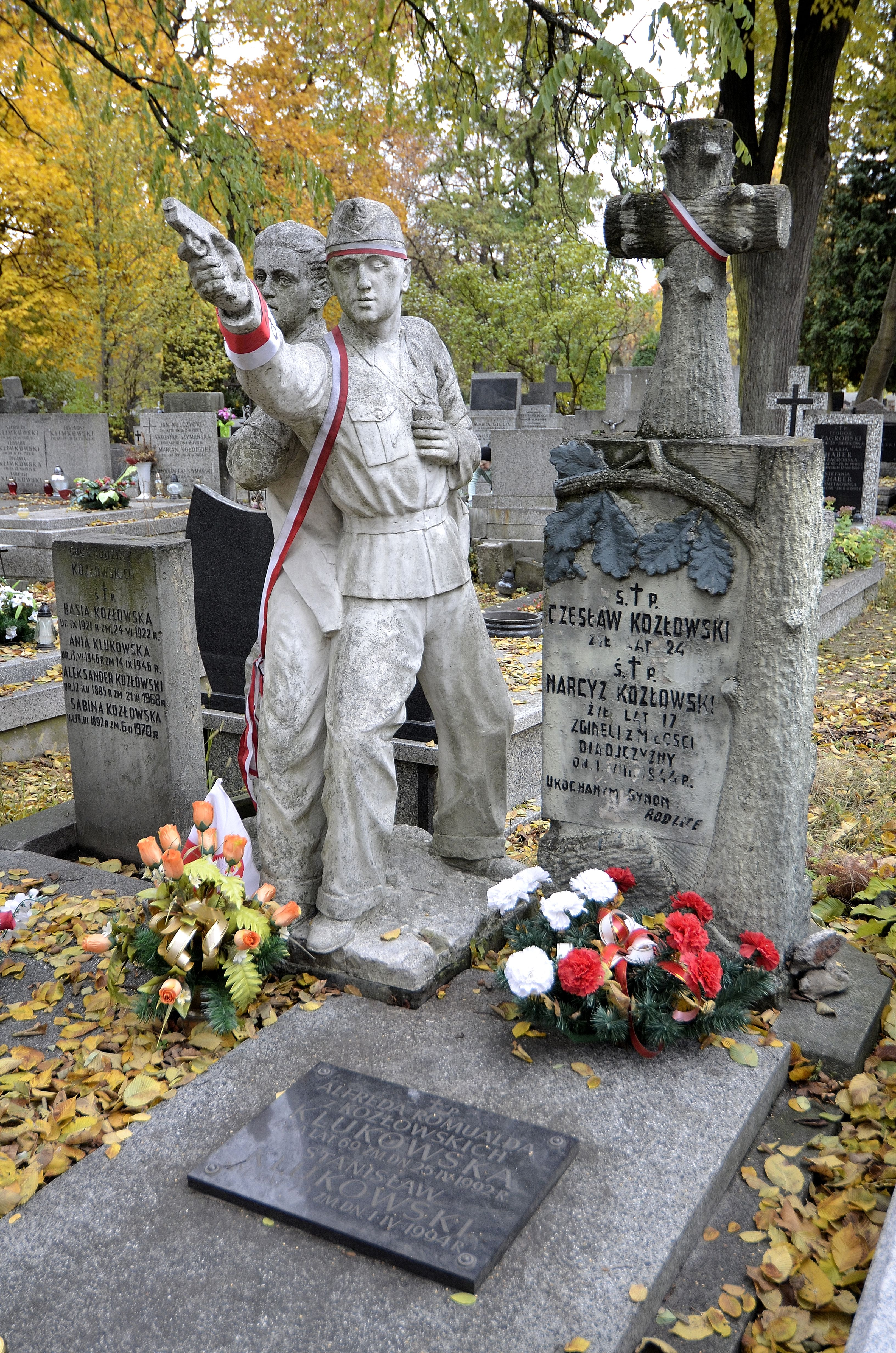
Grób Czesława i Narcyza Kozłowskich, poległych 1 sierpnia 1944, z rzeźbą walczących braci

Cmentarz Bródnowski, także cmentarz Bródzieński – zabytkowy cmentarz znajdujący się w Warszawie przy ul. św. Wincentego 83.
Nekropolia jest położona między Targówkiem a Nowym Bródnem. Zajmuje powierzchnię ok. 113,3 ha, a obwód murów liczy ok. 5 km. Pod względem liczby pochowanych (ok. 1,2 mln) jest jednym z największych cmentarzy w Europie.
Na terenie cmentarza znajdują się dwa kościoły – kościół św. Wincentego à Paulo (drewniany) oraz kościół Matki Boskiej Częstochowskiej (murowany).
Był czwartym (po cmentarzach: Kamionkowskim, żydowskim i cholerycznym) cmentarzem prawobrzeżnej Warszawy.

## Historia
Po wyczerpaniu się terenów grzebalnych na cmentarzu Kamionkowskim w 1883 miasto zakupiło od Szpitala św. Ducha 65 hektarów gruntu na Bródnie. Znajdowały się na nim piaszczyste wydmy, nazywane Łysymi Górami. Po przeprowadzeniu niezbędnych prac niwelacyjnych i porządkowych, prezydent Sokrates Starynkiewicz w listopadzie 1884 powiadomił Kurię Metropolitalną Warszawską, że na terenie nowego cmentarza można rozpocząć chowanie zmarłych. 20 listopada 1884 arcybiskup warszawski Wincenty Teofil Popiel dokonał poświęcenia nowej nekropolii. Już następnego dnia odbył się tam pierwszy pogrzeb – rocznej dziewczynki, Marii Skibniewskiej. Pierwszym proboszczem tzw. kapelanem cmentarnym został sprowadzony z Mińska Mazowieckiego ks. Franciszek Kołaczewski.
Miejsce poświęcenia nekropolii upamiętniono żeliwnym monumentem z czterometrowym krzyżem z tablicą informującą o przebiegu uroczystości. Po 1918 skorodowany monument został rozebrany, a na powstałym placyku w 1939 pochowano Aleksandra Kakowskiego.
Mieszkańcom lewobrzeżnej Warszawy cmentarz udostępniono 13 stycznia 1885. Chowano tam głównie na koszt miasta osoby biedne, zmarłe w warszawskich szpitalach. Opłaty pobierane za pochówek były dość niskie i konkurencyjne z innymi cmentarzami, stąd cmentarz Bródnowski zyskał opinię cmentarza dla ubogich, podczas gdy Stare Powązki były uważane za cmentarz dla osób zamożnych. W 1885, pierwszym pełnym roku funkcjonowania cmentarza, pochowano tam  2 048 osób. Do 1915 zmarłych chowano w grobach ziemnych w tzw. linii na 15 lat bez prawa budowy trwałych pomników.
W 1888 w pobliżu bramy głównej wzniesiono drewniany kościół św. Wincentego á Paulo, wykorzystując drewno z rusztowań remontowanej w latach 1885–1887 Kolumny Zygmunta III Wazy.
W 1892 w związku z epidemią cholery wyznaczono specjalną kwaterę dla zmarłych na tę chorobę. Na cmentarzu pochowano także większość ofiar walk rewolucji z lat 1905–1906. W 1914 liczba pochówków wyniosła 12 257, w 1917 – 16 583, a w 1933 – 7823.
W 1916 i 1921 cmentarz został poszerzony, odpowiednio o grunty majątku Bródno należące do Szpitala św. Ducha w rejonie ulic Odrowąża i Rzeszowskiej (30 ha) i tereny dawnej rosyjskiej prochowni przy ul. Rzeszowskiej przekazane przez Wojsko Polskie (16 ha). Powierzchnia cmentarza zwiększyła się w ten sposób do 113,3 ha.
W 1927 zakończono budowę jednolitego ceglanego muru wokół cmentarza o długości 4958 metrów. Jego wysokość, w zależności od poziomu gruntu, wynosi od 3 do 5 metrów, a grubość – 41 cm. Obecnie znajduje się w nim osiem bram.
W 1925 w Alei Głównej, na wysokości kwatery 25A, ustawiono figurę Matki Bożej (nazywaną Matką Boską Bródnowską – w postaci często stosowanej w kapliczkach stojących na podwórkach warszawskich kamienic: smukła, w niebiesko-białym płaszczu, z rękami rozłożonymi w geście powitania). Trudno ustalić kiedy przyjął się zwyczaj zapalania przed nią zniczy, ale ustny przekaz dawnych mieszkańców mówi, że są to znicze czczące pamięć bliskich, których miejsc pochówku nie ustalono. Zwyczaj ten przybrał na sile po 1945 (prawdopodobnie upamiętniano zaginionych podczas działań wojennych).
W 1932 wydłużono z 15 do 20 lat od dnia pogrzebu okres wykorzystywania placu pod grób dla osób, które nie mogły wykupić go na własność. W październiku 1933 do nekropolii doprowadzono, ulicą św. Wincentego, linię tramwajową.
W 1934, z okazji 50-lecia nekropolii, przy głównej bramie cmentarza wzniesiono murowaną dzwonnicę z pomieszczeniem czasowym na trumny. Na fasadzie umieszczono tablicę pamiątkową.
W 1938 zmarł arcybiskup metropolita warszawski Aleksander Kakowski, zgodnie z jego wolą spoczął wśród mieszkańców Warszawy. Mauzoleum wybudowano w miejscu, gdzie od 1889 znajdował się kopiec ziemny z postawionym na wierzchołku krzyżem.
Z biegiem lat status cmentarza ulegał zmianie, chowano tu przedstawicieli różnych grup społecznych, polityków, aktorów, żołnierzy, powstańców oraz „zwykłych” mieszkańców Warszawy. Coraz częściej zaczęły pojawiać się bogate grobowce oraz sarkofagi.
We wrześniu 1939 i jesienią 1944 teren nekropolii był bombardowany przez Niemców, zniszczeniu uległa centralna część cmentarza. Podczas okupacji rozległy teren cmentarza był wykorzystywany przez polski ruch oporu jako poligon szkoleniowy, a w niektórych grobowcach przechowywano broń i amunicję.
W kwaterze 43-H urządzono cmentarz żołnierzy z różnych jednostek 1 Frontu Białoruskiego Armii Czerwonej poległych we wrześniu 1944 podczas walk o Pragę. Pośrodku kwatery wniesiono pomnik wdzięczności od mieszkańców Pragi.
W 1952 dekretem kard. Stefana Wyszyńskiego utworzono nową parafię św. Wincentego a Paulo, 13 października 1957 poświęcono fundamenty. Na nich stanął kościół Matki Boskiej Częstochowskiej będący repliką kaplicy – mauzoleum hr. Przeździeckich stojącą od połowy XIX wieku na cmentarzu Świętokrzyskim. Autorem świątyni był Stanisław Marzyński. Patronką konsekrowanego w 1960 kościoła jest Matka Boża Częstochowska.
W 1965 roku nekropolia została wpisana do rejestru zabytków.
W 1967 zakończyła działalność restauracja „Krańcowa”, znajdująca się naprzeciwko głównej bramy nekropolii. Lokal, nazywany zwyczajowo Barem pod Trupkiem, był popularnym miejscem urządzania styp pogrzebowych, tzw. syrków. Budynek restauracji rozebrano wiosną 1968.
Lata powojenne to czas, gdy wiele nagrobków z piaskowca zastępowano powszechnie stosowanym lastriko. W latach 60. XX wieku studnie zastąpiono centralną siecią wodociągową a wiele alej utwardzono. W późniejszych latach w głównych alejach zainstalowano oświetlenie. Podczas likwidacji jednej ze studni i prowizorycznych toalet w kwaterze 45N odkryto zbiorową mogiłę więźniów politycznych straconych w latach 1944–1956 w więzieniu Warszawa III – Praga (tzw. Toledo). Byli to żołnierze Armii Krajowej, WiN i NSZ. W 1997 ustawiono tu pomnik autorstwa Dariusza Kowalskiego.
W 1994 przy kościele św. Wincentego pochowano szczątki 13 biskupów z Faras pochodzące z misji archeologicznej kierowanej przez Kazimierza Michałowskiego w Nubii, przywiezione do Warszawy w celu przeprowadzenia badań antropologicznych.
W 2021 na cmentarzu (kwatera 116, przy parkanie od strony ul. św. Wincentego) oddano do użytku pierwsze w jego historii kolumbarium z 1530 niszami.
Cmentarz jest podzielony na 965 kwater. Liczba pochowanych osób szacowana jest na 1,2 mln osób.

## Ekshumacje IPN
W latach 2015–2017 Instytut Pamięci Narodowej, Rada Ochrony Pamięci Walk i Męczeństwa i Ministerstwo Sprawiedliwości przy współpracy Urzędu m.st. Warszawy realizowały projekt naukowo-badawczy „Poszukiwania nieznanych miejsc pochówku ofiar terroru komunistycznego z lat 1944–1956”. Ekshumacje prowadzone pod kierunkiem Krzysztofa Szwagrzyka rozpoczęto w lipcu 2015. Znaleziono wtedy szkielety 6 osób. Podczas kolejnych ekshumacji w kwietniu 2017 znaleziono 8 kolejnych szkieletów. Do kwietnia 2017 został zidentyfikowany szkielet porucznika Zygmunta Kęski

## Aleje cmentarza
- Aleja Główna – prowadzi od bramy I do bramy V, w połowie długości przecina ją aleja Szeroka. Przy alei Głównej znajdują się m.in. groby kard. Aleksandra Kakowskiego, Romana Dmowskiego oraz Mieczysława Fogga. Przy niej znajduje się także kościół św. Wincentego á Paulo. Aleja ma 1250 m długości oraz 9 metrów szerokości, po obu stronach znajduje się chodnik. Pierwotnie brukowana, po 1970 wyasfaltowana[31].
- Aleja Szeroka – prowadzi od bramy VII do bramy IV. Przecina aleję Główną, dochodzi do niej aleja Lipowa.
- Aleja Lipowa – prowadzi od „nowej” bramy III i na końcu dochodzi do alei Szerokiej.

## Pochowani na cmentarzu
- Leonard Andrzejewski – aktor
- Roman Antczak – bokser, wicemistrz Europy
- Jan Bajkowski – publicysta
- Emil Barchański – uczeń, działacz opozycji antykomunistycznej
- Zygmunt Bąkowski – bokser, reprezentant Polski
- Franciszek Blok ps. „Soplica” – major AK, współorganizator struktur konspiracyjnych w czasie II wojny światowej
- Teofil Bojanowski – powstaniec wielkopolski i śląski, kawaler orderu Virtuti Militari
- Henryk Boukołowski – aktor
- Franciszek Brodniewicz – aktor
- Janusz Bukowski – aktor
- Przemysław Cieślak – redaktor i wydawca, współpracownik KOR i Wydawnictwa NOWA
- Erazm Ciołek – fotoreporter
- Henryk Jerzy Chmielewski – grafik, rysownik i publicysta, autor serii komiksowej „Tytus, Romek i A’Tomek”, powstaniec warszawski.
- Janusz Cywiński – aktor
- Jacek Czajewski – profesor Politechniki Warszawskiej, jachtowy kapitan żeglugi wielkiej
- Wincenty Czerwiński, ps. „Niekrasicki” – nauczyciel i kierownik szkół, wykładowca PIRR, autor podręczników
- Stefan Dękierowski – producent filmowy
- Edward Dietrich – kawaler orderu Virtuti Militari, Honorowy Obywatel Legionowa
- Roman Dmowski – przywódca endecji
- Wiesław Dobrzycki – historyk, latynoamerykanista
- Witold Domański – żołnierz, pisarz, działacz i dziennikarz sportowy
- Katarzyna Doraczyńska – polityk, działaczka harcerska i samorządowiec
- Hanna Dunowska – aktorka i psychoterapeutka
- Stanisław Fitak – artysta fotografik, wykładowca, członek ZPAF
- Mieczysław Fogg – piosenkarz
- Mieczysław Forlański – bokser, wicemistrz Europy (pierwszy polski medalista w boksie)
- Jan Fredyk ps. „Bej” – major AK, oficer łączności bojowej 13 Podokręgu AK Rzeszów
- Mieczysław Gajda – aktor filmowy, teatralny i dubbingowy
- Michał Gawlak ps. „Michał z Krakowa” – artysta malarz, członek grupy artystycznej Szczep Rogate Serce
- Edward Gierwiałło – przedsiębiorca
- Marian Glinka – aktor
- Andrzej Gmitruk – trener bokserski
- Roman Górowski – aktor teatralny
- Tony Halik – podróżnik, dziennikarz, pisarz, operator filmowy, fotograf
- Oskar Hartwig – przemysłowiec, współtwórca Fabryki Maszyn i Kamieni Młyńskich Łęgiewski i Hartwig
- Krzysztof Holejko – profesor, prodziekan Wydziału Elektroniki Politechniki Warszawskiej
- Witold Hryniewski – działacz społeczny, żołnierz
- Roman Hurkowski – dziennikarz sportowy
- Andrzej Iwiński – żeglarz, olimpijczyk
- Piotr Izgarszew – działacz opozycji antykomunistycznej
- Wojciech Jankowerny – bibliotekoznawca i dziennikarz, redaktor „Tygodnika Kulturalnego”
- Zofia Jamry – aktorka
- Jerzy Jankowski – kierowca i konstruktor wyścigowy
- Wacław Jankowski – aktor
- Zygmunt Jarosz – działacz OMS „Życie”, ZWW, PPR
- Leszek Jeske – skoczek spadochronowy
- Cezary Julski – aktor
- Oktawiusz Jurewicz – filolog klasyczny, historyk, profesor
- Aleksander Kakowski – kardynał, metropolita warszawski
- Roman Kamienik – historyk, wykładowca akademicki
- Henryk Kański ps. „Kadra” – kapitan WP, kawaler Virtuti Militari
- Ludwik Kasendra – aktor
- Kazimierz Kąkol – minister–kierownik Urzędu do Spraw Wyznań
- Andrzej Kluczek – żeglarz
- Antoni Kolczyński – bokser, mistrz Europy i olimpijczyk
- Beata Kolis – dziennikarka
- Franciszek Kołaczewski – ksiądz rzymskokatolicki, pierwszy kapelan cmentarza Bródnowskiego
- Antoni Komuda – bokser, reprezentant Polski
- Tadeusz Konarski – komandor porucznik Marynarki Wojennej, dowódca okrętu ORP Wilia
- Halina Konopacka – lekkoatletka, pierwsza polska złota medalistka olimpijska
- Helena Kowalczykowa – aktorka
- Andrzej Kozera – dziennikarz TVP
- Janusz Kurczab – polski szermierz, taternik i alpinista
- Bożena Kurowska – aktorka
- Wanda Stefania Lankajtes – pionierka i instruktorka pielęgniarstwa społecznego
- Józefina Łapińska – instruktorka harcerska, komendantka Pogotowia Harcerek
- Jerzy Łapiński – aktor
- Szczepan Bronisław Madej – oficer WP, kawaler Virtuti Militari
- Antoni Malarecki – działacz robotniczy, więzień caratu, uczestnik rewolucji październikowej, członek PPS-WRN
- Zbigniew Marczyk ps. „Marek” – żołnierz AK, kawaler Virtuti Militari
- Ignacy Markowski – malarz
- Bernard Marszałek – motorowodniak
- Marta Martelińska – piosenkarka
- Jerzy Matuszkiewicz – artysta jazzowy, kompozytor muzyki filmowej
- Jan Matyjaszkiewicz – aktor
- Andrzej Matynia – krytyk sztuki, publicysta
- Sławomir Mączyński, ps. „Moniek” – alpinista i taternik, członek zarządu PZA, zginął w lawinie śnieżnej pod Eigerem
- Stefan Mierzejewski – litograf, powstaniec warszawski, poeta, autor „Hymnu powstańców”
- Jerzy Modzelewski – biskup pomocniczy warszawski
- Zofia Morecka – ekonomistka, prorektor Uniwersytetu Warszawskiego
- Henryk Niewiadomski – przestępca, szef gangu wołomińskiego
- Wiesław Niewiadomski – przestępca, szef gangu wołomińskiego
- Nina Novak – primabalerina
- Witold Nowicki – szachista
- Paweł Nowisz – aktor
- Czesław Szymon Oborski – kwatermistrz Armii „Modlin”, pułkownik dyplomowany
- Krzysztof Ostasiuk – wokalista
- Ignacy Ordon – trener
- Eugeniusz Pach – prezenter telewizyjny, powstaniec warszawski
- Maciej Parowski – redaktor, krytyk i pisarz fantastyki naukowej
- Grzegorz Pawiński – popularyzator i pionier wydawnictw szachowych w Polsce, twórca Wydawnictwa i księgarni szachowej Caissa w Warszawie
- Piotr Pawłowski – działacz społeczny, założyciel Fundacji Integracja
- Adam Perzyk – aktor i rysownik
- Kazimierz Piechotka – architekt
- Maria Piechotka – architekt
- Szczepan Pieniążek – sadownik
- Bogusław Polch – rysownik komiksów
- Łucja Prus – piosenkarka
- Jan Przanowski – żołnierz I Dywizji Pancernej, wieloletni pracownik Polskiego Radia
- Tadeusz Puff – honorowy prezes Rady Stołecznej Naczelnej Organizacji Technicznej
- Witalis Raczkiewicz – prorektor Akademii Muzycznej im. Fryderyka Chopina w Warszawie – Filia w Białymstoku
- Józef Rokicki – organizator i komendant POW w powiecie sochaczewskim
- Tadeusz Romanko – podporucznik AK, kawaler Virtuti Militari
- Barbara Rylska – aktorka
- Zygmunt Ścibor-Rylski ps. „Hańcza” – podpułkownik piechoty WP, komendant VI/XXVI Obwodu AK Warszawa-Praga (grób symboliczny)
- Robert Sankowski – dziennikarz muzyczny
- Mieczysław Serwiński – polityk, profesor Politechniki Łódzkiej
- Maciej Sieński – reżyser i scenarzysta
- Zygmunt Jerzy Skoczkowski – kierowca rajdowy, zwycięzca Rajdu Polski w 1954
- Grzegorz Skrzecz − pięściarz
- Jerzy Służewski – prawnik
- Edmund Sobkowiak – bokser, wicemistrz Europy i olimpijczyk
- Stanisław Staszewski – poeta
- Longin Stegliński – pułkownik, komendant Garnizonu WP w Pardubicach, uczestnik operacji „Dunaj”
- Andrzej Stockinger – aktor
- Bernard Szapiro – współtwórca związków zawodowych w Królestwie Polskim
- Remigiusz Szczęsnowicz – dziennikarz
- Tadeusz Szczurowski – żużlowiec, motocyklowy mistrz Polski
- Adam Szczypiorski  – historyk, polski polityk, działacz związkowy, poseł na Sejm II RP, współzałożyciel Komitetu Obrony Robotników i Komitetu Samoobrony Społecznej KOR
- Seweryna Szmaglewska – pisarka
- Artur Tur – pisarz
- Walentyna Walewska – śpiewaczka operowa
- Maria Wiechetek – toksykolog
- Stefan Witas – aktor
- Antoni Wiweger – matematyk
- Jerzy Woźniak – aktor
- Kazimierz Maciej Wrzesiński – mistrz sztuki sakralnej
- Paweł Wypych – polityk, prezes ZUS, urzędnik Kancelarii Prezydenta RP
- Konstanty Wypyszewski – porucznik AK, kawaler Virtuti Militari
- Wojciech Stefan Wyrobek – wychowawca i instruktor harcerski
- Władysław Zaczkiewicz – pułkownik lotnictwa Wojska Polskiego
- Krzysztof Zalewski – przedsiębiorca, historyk amator, dziennikarz
- Paweł Zarzeczny – dziennikarz sportowy
- Kazimierz Zarzycki – szef łączności zgrupowania „Żubr”, kawaler Virtuti Militari
- Edward Zawadzki – radny m.st. Warszawy, działacz związkowy, członek PPS
- Edmund Zientara – trener piłkarski
- Tomasz Zygadło – reżyser
- Anna Żarnowska – historyk
- Bronisław Żelkowski – cichociemny
- Helena Żmichorowska – aktorka
- Ryszard Jacek Żochowski – lekarz, minister zdrowia i opieki społecznej

## Komitet Opieki nad Cmentarzem Bródnowskim
Działał od 1981. W ciągu 15 lat, dzięki kwestom, które organizował Oddział Bródno Towarzystwa Przyjaciół Warszawy pod przewodnictwem Ryszarda Szołwińskiego, udało mu się zebrać środki na renowację ok. 150 pomników. Komitet przestał istnieć, gdyż większość artystów wolała kwestować na rzecz Cmentarza Powązkowskiego.